# Il grande duello
Il grande duello è un film del 1972 diretto da Giancarlo Santi.
Il film, girato in Italia, ha avuto una rivalutazione come western all'italiana con la sua riproposizione nella sezione dedicata allo spaghetti western della 64ª Mostra internazionale d'arte cinematografica di Venezia.

## Trama
Sulle spalle del giovane Philip grava un'accusa di omicidio, e il ragazzo è perseguitato da un giudice corrotto; inseguito da alcuni cacciatori di taglie, si nasconde tra le montagne e viene salvato dall'ex-sceriffo Clayton. Ripreso dagli inseguitori, il giovane sta per finire sul capestro quando Clayton confessa l'omicidio; riuscirà a liberarlo con una sparatoria finale, che si convertirà in una strage.

## Produzione
Coproduzione italo-franco-tedesca, è stato prodotto da Corona Filmproduktion, Mount Street Film, Société Nouvelle de Cinématographie-SNC, Terra-Filmkunst, e girato agli Elios Studios di Roma, per gli interni, e a Uliveto Terme, in provincia di Pisa, per le sequenze in esterni. È stato distribuito dalla Titanus.
Il tema musicale - che conta su linee composte da Luis Bacalov e Sergio Bardotti modulate sullo stile che Ennio Morricone ha adottato per questo genere di film, e la voce solista di Edda Dell'Orso - è stato ripreso nel film Kill Bill: Volume 1 di Quentin Tarantino.
Per il coprotagonista del film, Alberto Dentice - accreditato come Peter O'Brien - questa è stata l'unica esperienza come attore, prima di passare alla professione giornalistica.

## Distribuzione
Il film è stato distribuito sul mercato internazionale con titoli differenti:
- O Grande Duelo (Brasile; anche con il titolo: Sabata, o Justiceiro)
- Suuri kaksintaistelu (Finlandia)
- Le grand Duel (Francia)
- Drei Vaterunser für vier Halunken (all'epoca Germania Ovest)
- Keravnos kato apo ton ilio (Grecia; nella riedizione: Monomahia mehri thanatou)
- Hell's Fighters (Regno Unito)
- Gran duelo al amanecer (Spagna)
- Grand Duel (Stati Uniti, anche come: Storm Rider)
- Den stora duellen (Svezia)